# 漁業法
漁業法（ぎょぎょうほう、昭和24年12月15日法律第267号）は、漁業に関する日本の法律である。

## 概要
- 「漁業を総合的に、また高度に利用する」と「漁業の民主化」が目的となった[1]。かつては世界で漁業量が世界一になったが、最近になって乱獲が問題で、規制されてしまい、漁師の減少・漁村の過疎高齢化になり、2050年にはゼロペースになる予測がある[2]。
- 2018年6月に水産政策改革を発表。漁業権では、地元にルールを撤廃。漁業の成長産業化を掲げた[3]。同年12月に70年ぶりの改正となった。

## 構成
- 第1章 総則（1条 - 6条）
- 第2章 水産資源の保存および管理
  - 第1節 総則（7条・8条）
  - 第2節 資源管理基本方針等（9条 - 14条）
  - 第3節 漁獲可能量による管理
    - 第1款 （15条・16条）
    - 第2款 （17条 - 29条）
    - 第3款 （30条 - 34条）

  - 第4節 補足（35条）
- 第3章 許可漁業
  - 第1節 大臣許可漁業（36条 - 56条）
  - 第2節 知事許可漁業（57条・58条）
  - 第3節 補足（59条）
- 第4章 漁業権および沿岸漁場管理
  - 第1節 総則（60条・61条）
  - 第2節 海区漁場計画及び内水面漁場計画
    - 第1款 海区漁場計画 （62条 - 66条）
    - 第2款 内水面漁場計画 （67条）

  - 第3節 漁業権
    - 第1款 漁業の免許 （68条 - 73条）
    - 第2款 漁業権の性質等 （74条 - 96条）
    - 第3款 入漁権 （97条 - 104条）
    - 第4款 漁業権行使規則等 （105条 - 108条）

  - 第4節 沿岸漁場管理 （109条 - 116条）
  - 第5節 補足 （117条・118条）
- 第5章 漁業調整に関するその他の措置 （119条 - 133条）
- 第6章 漁業調整委員会等 
  - 第1節 総則（134条・135条）
  - 第2節 海区漁業調整委員会（136条 - 146条）
  - 第3節 連合海区漁業調整委員会（147条 - 151条）
  - 第4節 広域漁業調整委員会（152条 - 156条）
  - 第5節 雑則（157条 - 160条）
- 第7章 土地及び土地の定着物の使用（161条 - 167条）
- 第8章 内水面漁業（168条 - 173条）
- 第9章 雑則（174条 - 188条）
- 第10章 罰則（189条 - 198条）
- 附則